# Моттен шарантес
Моттен шарантес (фр. Mottin charentais), ранее известный как Кроттен шарантес (Crottin charentais) — французский мягкий сыр двойной кремовой текстуры, изготовленный из пастеризованного цельного коровьего молока. Производится круглый год в коммуне Сен-Савьоль (фр.) департамента Вьенна компанией Savencia Fromage & Dairy .

## История

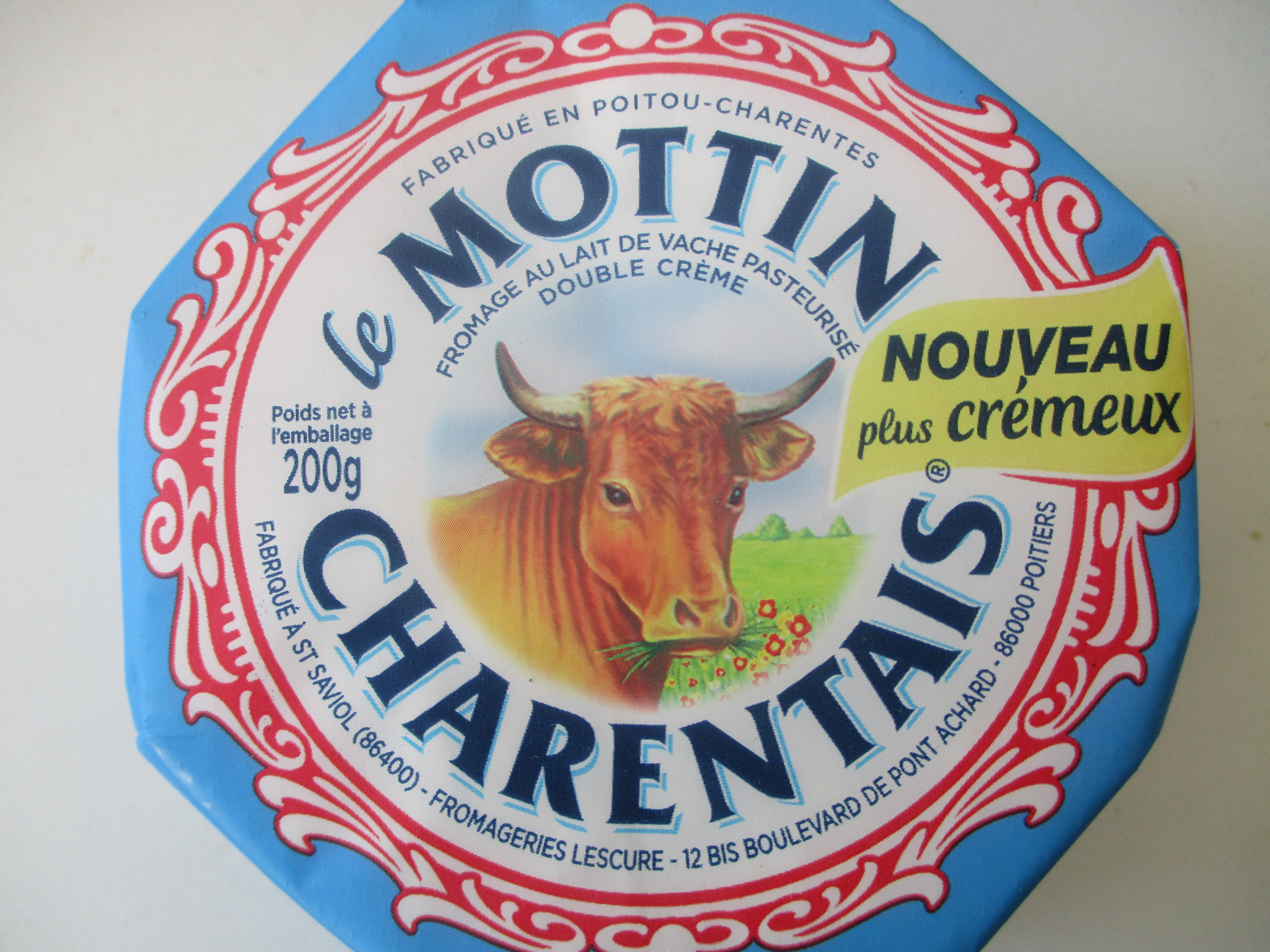
Сыр моттен шарантес

Первоначально сыр производился в регионе Сюржер компанией Charentes Lait . Позднее производство перенесено в Совьяль под управлением Fromageries Lescure (ныне в составе Savencia). В 2019 году было объявлено о закрытии фабрики в Совьяле, где производился моттен шарантес, что может поставить под угрозу его дальнейшее производство.

## Производство и вкусовые качества
Моттен шарантес изготавливается из пастеризованного цельного коровьего молока с добавлением сливок, что обеспечивает ему статус «двойного крема» (double crème). После пастеризации молоко заквашивают, коагулируют сычужным ферментом и помещают в цилиндрические формы. Созревание проходит в условиях контролируемой температуры и влажности, при которых на поверхности формируется характерная белая пушистая корка из плесени Penicillium candidum. Сыр готов к употреблению через несколько недель после производства.
По консистенции паста моттен шаратеса мягкая и однородная, с высоким содержанием влаги. Вкус нежный, сливочный, слегка сладковатый, с лёгкими грибными нотами, которые усиливаются по мере созревания. Текстура тающая, что делает его удобным для намазывания на хлеб.
Благодаря мягкому вкусу, сыр часто используется в гастрономии в качестве закуски, в бутербродах или в сочетании с фруктами и лёгкими белыми винами, такими как совиньон-блан или шардоне.